# Ministri del tesoro del Regno d'Italia
I ministri del tesoro del Regno d'Italia si sono avvicendati dal 1877 al 1922 e dal 1944 al 1946.
| Ministro                             | Foto                               | Mandato                             | Governo                          |
| ------------------------------------ | ---------------------------------- | ----------------------------------- | -------------------------------- |
| Ministero del tesoro                 |                                    |                                     |                                  |
| Angelo Bargoni                       |                                    | 28 dicembre 1877 - 24 marzo 1878    | Governo Depretis II              |
| Federico Seismit-Doda ad interim     |                                    | 24 marzo 1878 - 24 ottobre 1878     | Governo Cairoli I                |
| Agostino Magliani ad interim         |                                    | 19 dicembre 1878 - 14 luglio 1879   | Governo Depretis III             |
| Bernardino Grimaldiad interim        |                                    | 14 luglio 1879 - 25 novembre 1879   | Governo Cairoli II               |
| Agostino Magliani ad interim         |                                    | 25 novembre 1879 - 29 maggio 1881   | Governo Cairoli III              |
| Agostino Magliani ad interim         | 29 maggio 1881 - 25 maggio 1883    | Governo Depretis IV                 |                                  |
| Agostino Magliani ad interim         | 25 maggio 1883 - 30 marzo 1884     | Governo Depretis V                  |                                  |
| Agostino Magliani ad interim         | 30 marzo 1884 - 29 giugno 1885     | Governo Depretis VI                 |                                  |
| Agostino Magliani ad interim         | 29 giugno 1885 - 4 aprile 1887     | Governo Depretis VII                |                                  |
| Agostino Magliani ad interim         | 4 aprile 1887 - 29 luglio 1887     | Governo Depretis VIII               |                                  |
| Agostino Magliani ad interim         | 29 luglio 1887 - 29 dicembre 1888  | Governo Crispi I                    |                                  |
| Costantino Perazzi                   |                                    | Governo Crispi I                    | 29 dicembre 1888 - 9 marzo 1889  |
| Giovanni Giolitti                    |                                    | 9 marzo 1889 - 10 dicembre 1890     | Governo Crispi II                |
| Bernardino Grimaldi                  |                                    | 10 dicembre 1890 - 6 febbraio 1891  | Governo Crispi II                |
| Luigi Luzzatti                       |                                    | 6 febbraio 1891 - 15 maggio 1892    | Governo di Rudinì I              |
| Bernardino Grimaldi                  |                                    | 15 maggio 1892 - 15 dicembre 1893   | Governo Giolitti I               |
| Sidney Sonnino                       |                                    | 15 dicembre 1893 - 14 giugno 1894   | Governo Crispi III               |
| Sidney Sonnino                       | 14 giugno 1894 - 10 marzo 1896     | Governo Crispi IV                   |                                  |
| Giuseppe Colombo                     |                                    | 10 marzo 1896 - 11 luglio 1896      | Governo di Rudinì II             |
| Luigi Luzzatti                       |                                    | 11 luglio 1896 - 14 dicembre 1897   | Governo di Rudinì III            |
| Luigi Luzzatti                       | 14 dicembre 1897 - 1º giugno 1898  | Governo di Rudinì IV                |                                  |
| Luigi Luzzatti                       | 1º giugno 1898 - 29 giugno 1898    | Governo di Rudinì V                 |                                  |
| Pietro Vacchelli                     |                                    | 29 giugno 1898 - 14 maggio 1899     | Governo Pelloux I                |
| Paolo Boselli                        |                                    | 14 maggio 1899 - 24 giugno 1900     | Governo Pelloux II               |
| Giulio Rubini                        |                                    | 24 giugno 1900 - 21 dicembre 1900   | Governo Saracco                  |
| Bruno Chimirri ad interim            |                                    | 21 dicembre 1900 - 7 gennaio 1901   | Governo Saracco                  |
| Gaspare Finali                       |                                    | 7 gennaio 1901 - 15 febbraio 1901   | Governo Saracco                  |
| Ernesto Di Broglio                   |                                    | 15 febbraio 1901 - 3 settembre 1903 | Governo Zanardelli               |
| Luigi Luzzatti                       |                                    | 3 settembre 1903 - 12 marzo 1905    | Governo Giolitti II              |
| Luigi Luzzatti                       | 12 marzo 1905 - 27 marzo 1905      | Governo Tittoni                     |                                  |
| Paolo Carcano                        |                                    | 27 marzo 1905 - 24 dicembre 1905    | Governo Fortis I                 |
| Paolo Carcano                        | 24 dicembre 1905 - 8 febbraio 1906 | Governo Fortis II                   |                                  |
| Luigi Luzzatti                       |                                    | 8 febbraio 1906 - 29 maggio 1906    | Governo Sonnino I                |
| Angelo Majorana Calatabiano          |                                    | 29 maggio 1906 - 17 maggio 1907     | Governo Giolitti III             |
| Paolo Carcano                        |                                    | 29 dicembre 1907 - 11 dicembre 1909 | Governo Giolitti III             |
| Antonio Salandra                     |                                    | 11 dicembre 1909 - 31 marzo 1910    | Governo Sonnino II               |
| Francesco Tedesco                    |                                    | 31 marzo 1910 - 29 marzo 1911       | Governo Luzzatti                 |
| Francesco Tedesco                    | 29 marzo 1911 - 19 marzo 1914      | Governo Giolitti IV                 |                                  |
| Giulio Rubini                        |                                    | 21 marzo 1914 - 31 ottobre 1914     | Governo Salandra I               |
| Paolo Carcano                        |                                    | 31 ottobre 1914 - 18 giugno 1916    | Governo Salandra II              |
| Paolo Carcano                        | 18 giugno 1916 - 30 ottobre 1917   | Governo Boselli                     |                                  |
| Francesco Saverio Nitti              |                                    | 30 ottobre 1917 - 18 gennaio 1919   | Governo Orlando                  |
| Bonaldo Stringher                    |                                    | 18 gennaio 1919 - 23 giugno 1919    | Governo Orlando                  |
| Carlo Schanzer                       |                                    | 23 giugno 1919 - 14 marzo 1920      | Governo Nitti I                  |
| Luigi Luzzatti                       |                                    | 14 marzo 1920 - 21 maggio 1920      | Governo Nitti I                  |
| Carlo Schanzer                       |                                    | 21 maggio 1920 - 15 giugno 1920     | Governo Nitti II                 |
| Filippo Meda                         |                                    | 15 giugno 1920 - 2 aprile 1921      | Governo Giolitti V               |
| Ivanoe Bonomi                        |                                    | 2 aprile 1921 - 4 luglio 1921       | Governo Giolitti V               |
| Giuseppe de Nava                     |                                    | 4 luglio 1921 - 26 febbraio 1922    | Governo Bonomi I                 |
| Camillo Peano                        |                                    | 26 febbraio 1922 - 1º agosto 1922   | Governo Facta I                  |
| Giuseppe Paratore                    |                                    | 1º agosto 1922 - 28 ottobre 1922    | Governo Facta II                 |
| Vincenzo Tangorra                    |                                    | 30 ottobre 1922 - 22 dicembre 1922  | Governo Mussolini                |
| Ministero del tesoro e delle finanze |                                    |                                     |                                  |
| Alberto De Stefani                   |                                    | 22 dicembre 1922 - 10 luglio 1925   | Governo Mussolini                |
| Giuseppe Volpi                       |                                    | 10 luglio 1925 - 9 luglio 1928      | Governo Mussolini                |
| Antonio Mosconi                      |                                    | 9 luglio 1928 - 20 luglio 1932      | Governo Mussolini                |
| Guido Jung                           |                                    | 20 luglio 1932 – 17 gennaio 1935    | Governo Mussolini                |
| Paolo Thaon di Revel                 |                                    | 17 gennaio 1935 – 6 febbraio 1943   | Governo Mussolini                |
| Giacomo Acerbo                       |                                    | 6 febbraio 1943 - 25 luglio 1943    | Governo Mussolini                |
| Domenico Bartolini                   |                                    | 28 luglio 1943 - 11 febbraio 1944   | Governo Badoglio I               |
| Guido Jung                           |                                    | 11 febbraio 1944 - 17 aprile 1944   | Governo Badoglio I               |
| Quinto Quintieri                     |                                    | 22 aprile 1944 - 8 giugno 1944      | Governo Badoglio II              |
| Ministero del tesoro                 |                                    |                                     |                                  |
| Marcello Soleri                      |                                    | 18 giugno 1944 - 10 dicembre 1944   | Governo Bonomi II                |
| Marcello Soleri                      | 12 dicembre 1944 - 19 giugno 1945  | Governo Bonomi III                  |                                  |
| Marcello Soleri                      | 21 giugno 1945 - 22 luglio 1945    | Governo Parri                       |                                  |
| Federico Ricci                       |                                    | Governo Parri                       | 22 luglio 1945 - 8 dicembre 1945 |
| Epicarmo Corbino                     |                                    | 10 dicembre 1945 - 1º luglio 1946   | Governo De Gasperi I             |